# Бороже
Бороже́ (фр. Bosroger, окс. Bòsc Rogier) — коммуна во Франции, находится в регионе Лимузен. Департамент коммуны — Крёз. Входит в состав кантона Бельгард-ан-Марш. Округ коммуны — Обюссон.
Код INSEE коммуны — 23028.

## Население
Население коммуны на 2010 год составляло 108 человек.
| 1962 | 1968 | 1975 | 1982 | 1990 | 1999 | 2010 |
| ---- | ---- | ---- | ---- | ---- | ---- | ---- |
| 123  | 114  | 101  | 98   | 80   | 76   | 108  |

## Экономика
В 2010 году среди 63 человек трудоспособного возраста (15—64 лет) 48 были экономически активными, 15 — неактивными (показатель активности — 76,2 %, в 1999 году было 80,5 %). Из 48 активных жителей работали 41 человек (23 мужчины и 18 женщин), безработных было 7 (3 мужчин и 4 женщины). Среди 15 неактивных 3 человека были учениками или студентами, 5 — пенсионерами, 7 были неактивными по другим причинам.